# Bibulus
Bibulus (wörtlich: „dem trinken zugeneigt“; im übertragenen Sinne: „Trinker“, „Säufer“) ist ein römisches Cognomen, welches ein Familienname der plebeischen gens Calpurnia war sowie in der gens Publicius verwendet wurde.

## Namensträger
- Gaius Calpurnius Bibulus, römischer Politiker, Ädil 22
- Gaius Publicius Bibulus, römischer Politiker, Volkstribun 209 v. Chr.
- Gaius Publicius Bibulus, römischer Politiker, Ädil um 100 v. Chr.
- Lucius Calpurnius Bibulus, römischer Politiker und Feldherr, Prätor 34 v. Chr.
- Lucius Calpurnius Bibulus, römischer Offizier, Überlebender der Schlacht von Cannae
- Marcus Calpurnius Bibulus, römischer Politiker und Feldherr, Konsul 59 v. Chr. mit Caesar